# Germantown (Philadelphie)
Pour les articles homonymes, voir Germantown.

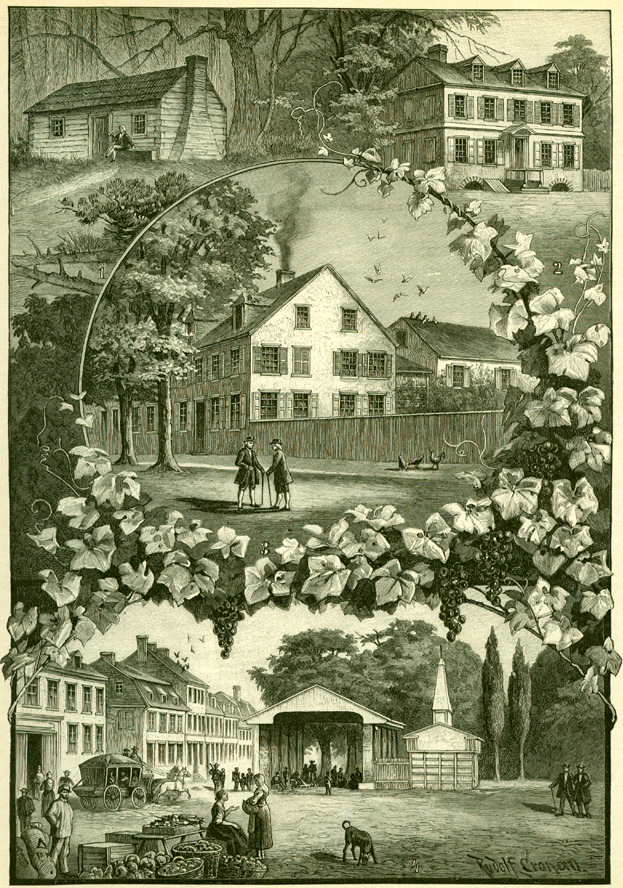
Image de la vieille ville de Germantown

Germantown est un quartier de Philadelphie, situé au nord-ouest du centre-ville. Son nom vient du fait que des Allemands s'y sont installés à la fin du XVIIe siècle. 

## Histoire
Germantown a joué un rôle important dans l’histoire américaine; c’était le berceau du mouvement antiesclavagiste américain, le site d’une bataille de la guerre d’indépendance, la résidence temporaire de George Washington, l’emplacement de la première banque des États-Unis et la résidence de nombreux politiciens, universitaires, artistes et activistes sociaux notables.

## Source
- (en) Cet article est partiellement ou en totalité issu de l’article de Wikipédia en anglais intitulé « Germantown, Philadelphia » (voir la liste des auteurs).